# Seznam zápasů paraguayské fotbalové reprezentace na MS
Paraguayská fotbalová reprezentace byla celkem 8x na mistrovstvích světa ve fotbale a to v roce 1930, 1950, 1958, 1986, 1998, 2002, 2006, 2010.
- Aktualizace po MS 2010 - Počet utkání - 27 - Vítězství - 8x - Remízy - 9x - Prohry - 10x

| Číslo | Soupeř                | Výsledek                | MS      | Fáze turnaje       | Góly Paraguaye                                                                              |
| ----- | --------------------- | ----------------------- | ------- | ------------------ | ------------------------------------------------------------------------------------------- |
| 1.    | USA                   | 0 – 3                   | MS 1930 | základní skupina 4 |                                                                                             |
| 2.    | Belgie                | 1 – 0                   | MS 1930 | základní skupina 4 | Luis Vargas Peña                                                                            |
| 3.    | Švédsko               | 2 – 2                   | MS 1950 | základní skupina 3 | Atilio Lopéz, César López Fretes                                                            |
| 4.    | Itálie                | 0 – 2                   | MS 1950 | základní skupina 3 |                                                                                             |
| 5.    | Francie               | 3 – 7                   | MS 1958 | základní skupina B | Florencio Amarilla (1 + 1 penalta), Jorge Lino Romero                                       |
| 6.    | Skotsko               | 3 – 2                   | MS 1958 | základní skupina B | Juan Agüero, Cayetano Ré, José Parodi                                                       |
| 7.    | Jugoslávie            | 3 – 3                   | MS 1958 | základní skupina B | José Parodi, Juan Agüero, Jorge Lino Romero                                                 |
| 8.    | Irák                  | 1 – 0                   | MS 1986 | základní skupina B | Julio César Romero                                                                          |
| 9.    | Mexiko                | 1 – 1                   | MS 1986 | základní skupina B | Julio César Romero                                                                          |
| 10.   | Belgie                | 2 – 2                   | MS 1986 | základní skupina B | Roberto Cabañas (2)                                                                         |
| 11.   | Anglie                | 0 – 3                   | MS 1986 | osmifinále         |                                                                                             |
| 12.   | Bulharsko             | 0 – 0                   | MS 1998 | základní skupina D |                                                                                             |
| 13.   | Španělsko             | 0 – 0                   | MS 1998 | základní skupina D |                                                                                             |
| 14.   | Nigérie               | 3 – 1                   | MS 1998 | základní skupina D | Celso Ayala, Miguel Ángel Benítez, José Cardozo                                             |
| 15.   | Francie               | 0 – 1                   | MS 1998 | osmifinále         |                                                                                             |
| 16.   | Jihoafrická republika | 2 – 2                   | MS 2002 | základní skupina B | Roque Santa Cruz, Francisco Arce                                                            |
| 17.   | Španělsko             | 1 – 3                   | MS 2002 | základní skupina B | Carles Puyol (vlastní branka ESP)                                                           |
| 18.   | Slovinsko             | 3 – 1                   | MS 2002 | základní skupina B | Nelson Cuevas (2), Jorge Luis Campos                                                        |
| 19.   | Německo               | 0 – 1                   | MS 2002 | osmifinále         |                                                                                             |
| 20.   | Anglie                | 0 – 1                   | MS 2006 | základní skupina B |                                                                                             |
| 21.   | Švédsko               | 0 – 1                   | MS 2006 | základní skupina B |                                                                                             |
| 22.   | Trinidad a Tobago     | 2 – 0                   | MS 2006 | základní skupina B | Brent Sancho, Nelson Cuevas                                                                 |
| 23.   | Itálie                | 1 – 1                   | MS 2010 | základní skupina F | Antolín Alcaraz                                                                             |
| 24.   | Slovensko             | 2 – 0                   | MS 2010 | základní skupina F | Enrique Vera, Cristian Riveros                                                              |
| 25.   | Nový Zéland           | 0 – 0                   | MS 2010 | základní skupina F |                                                                                             |
| 26.   | Švýcarsko             | 0 – 0 (PP) (pen. 5 - 3) | MS 2010 | osmifinále         | penalty: Édgar Barreto, Lucas Barrios, Cristian Riveros, Nelson Haedo Valdes, Óscar Cardozo |
| 27.   | Španělsko             | 0 – 1                   | MS 2010 | čtvrtfinále        |                                                                                             |